# Vertrag von Compiègne (1624)

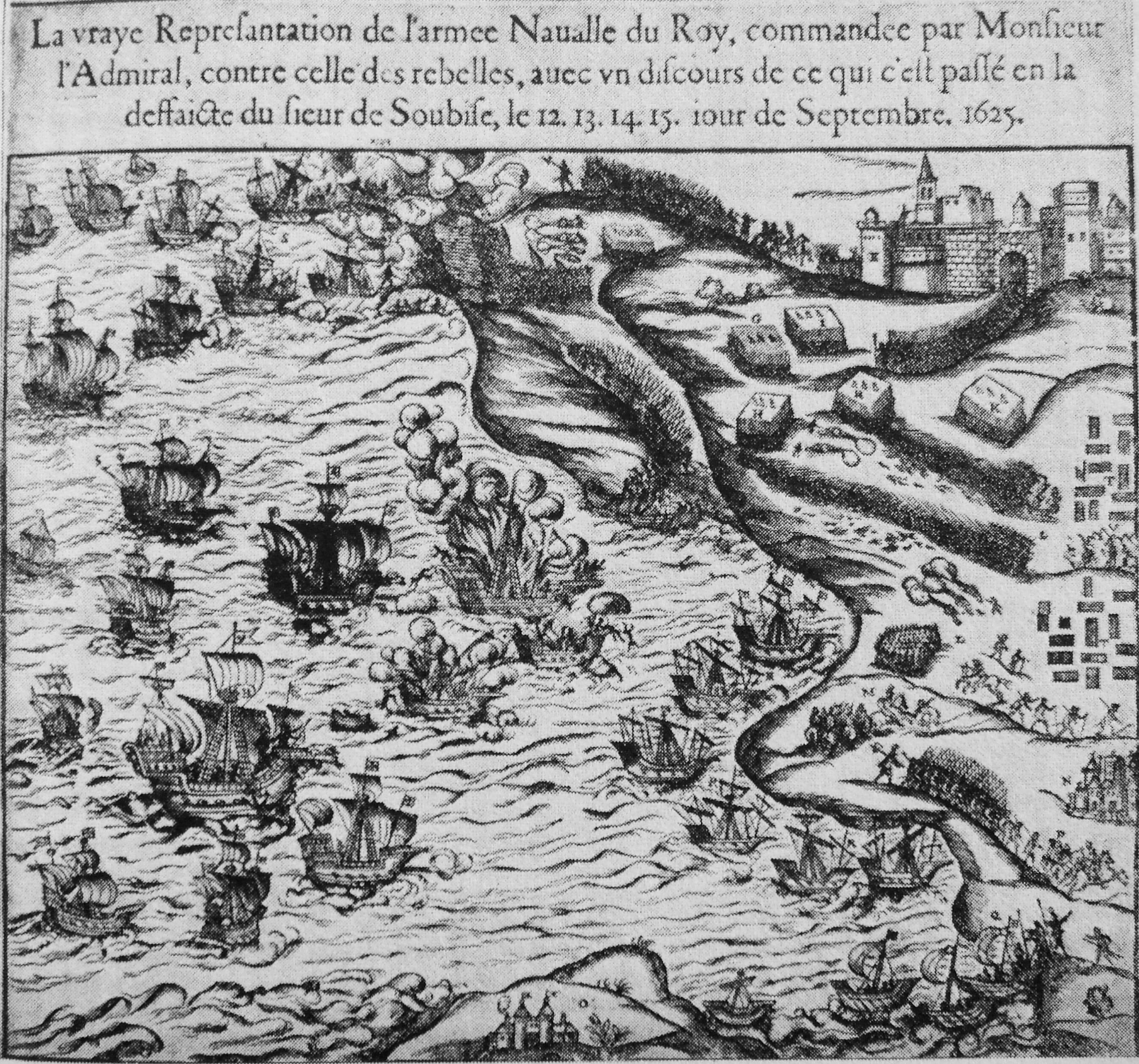
Gemäß dem Vertrag mussten die Niederländer sich bei der Eroberung der Île de Ré durch Charles de Lorraine-Guise gegen ihre protestantischen Glaubensbrüder am 16. September 1625 beteiligen.

Der Vertrag von Compiègne wurde am 10. Juni 1624 zwischen Frankreich und der Republik der Sieben Vereinigten Provinzen geschlossen und besiegelte den Frieden zwischen den beiden Staaten. Er erlaubte Frankreich, die niederländischen Kriegsanstrengungen gegen Spanien im Achtzigjährigen Krieg (1568–1648) nach dem Ende des Zwölfjährigen Friedens zu subventionieren. Frankreich bot ein sofortiges Darlehen in Höhe von 480.000 Talern, welchem viele weitere Raten über einen Zeitraum von drei Jahren folgten, in denen die Niederländer den Krieg gegen Spanien weiterführen würden. Dieser Schritt war Teil der allgemeinen Bemühungen Frankreichs, das Habsburgerreich zu untergraben. Es führte zur Wiederbelebung der französisch-niederländischen Allianz, die seit dem Amtsantritt Oldenbarnevelts 1619 geschwächt worden war.
Der Vertrag gestattete Frankreich, diesen Widerstand auf indirektem Wege zu verfolgen, so wie der Vertrag von Bärwalde im Jahr 1631 zwischen Frankreich und Schweden helfen sollte, den Kriegseinsatz in Deutschland zu finanzieren. Der Vertrag wurde von Richelieu geleitet, um die Wiederbelebung Habsburgs zu verhindern.
Durch den Vertrag beantragte die Niederlande finanzielle Hilfe in ihrem Kampf gegen Spanien, im Austausch für die Marine-Unterstützung für Frankreich. Insbesondere wurde die Gründung einer Französischen Westindien-Kompanie vorgeschlagen, die die Niederländische Westindien-Kompanie gegen Spanien unterstützen könnte. Eine definitive Vereinbarung über die Zusammenarbeit auf hoher See wurde jedoch nicht gefunden, aber es wurde vereinbart, dass Frankreich das Darlehen zurückgezahlt würde, sobald der französische König in den Krieg ziehen würde, sollten die Niederländer die Hälfte des Geldes ihm zurückzahlen oder ihm mit Männern und Schiffen helfen. Die Niederländer vereinbarten zudem, im westlichen Mittelmeer gegen die Piraterie der Berberstaaten zu intervenieren und die französische Schifffahrt zu unterstützen.
Nach den Bedingungen des Vertrages mussten die Niederländer eine Flotte von 20 Kriegsschiffen für den französischen König im Kampf gegen die Protestanten zur Eroberung der Île de Ré liefern, wodurch sie in den Augen vieler Protestanten schändlicherweise gegen ihre Glaubensbrüder die Waffen erheben mussten. Die Flotte stand unter dem Kommando von Admiral Willem de Zoete. Sie zog sich im Dezember 1625 nach einer Resolution der Generalstaaten aus Frankreich zurück.
Mit dem Vertrag von Compiègne erreichte Richelieu auch, dass die Niederländer den Kampf gegen Frankreich in Südostasien einstellten; dadurch konnte Frankreich seine kommerziellen Unternehmungen steigern.

## Endnoten
1. 1 2  The Thirty Years' War by Geoffrey Parker p. 70
2. 1 2  The Thirty Years War by Stephen J. Lee S. 17 ff.
3. 1 2 3  Frances Gardiner Davenport: European Treaties Bearing on the History of the United States, S. 285
4. 1 2  Reason of state, propaganda, and the Thirty Years von Thomas Hobbes S. 140
5. ↑  Asia in the Making of Europe, Volume III: A Century of Advance. Book 1 von Donald F. Lach S. 93